# Federação Argelina de Voleibol
A  Federação Argelina de Voleibol  (em francêsːFédération algérienne de volley-ball,FAVB) é  uma organização fundada em 1964 que governa a pratica de voleibol na Argélia, sendo membro da Federação Internacional de Voleibol e da Confederação Africana de Voleibol, a entidade é responsável por  organizar  os campeonatos nacionais de  voleibol masculino e feminino no país.